# (10071) Paraguay
(10071) Paraguay est un astéroïde de la ceinture principale.

## Description
(10071) Paraguay est un astéroïde de la ceinture principale. Il fut découvert le 2 mars 1989 à La Silla par Eric Walter Elst. Il présente une orbite caractérisée par un demi-grand axe de 2,32 UA, une excentricité de 0,12 et une inclinaison de 6,8° par rapport à l'écliptique.

## Compléments